# USS Carney (DDG-64)
USS Carney (DDG-64) — эсминец типа «Арли Бёрк».
USS Carney (DDG-64) назван в честь адмирала Роберта Карни (1895—1990), руководителя военно-морскими операциями ВМС США при президенте США Эйзенхауэре.
Корабль способен выполнять разнообразные задачи, благодаря своему мощному и сбалансированному вооружению, управляемому единой системой Иджис.
Строительство корабля велось на верфи Bath Iron Works в Бате, штат Мэн. Закладка киля корабля произошла 3 августа 1993 года. Корабль был спущен со стапеля 23 июля 1994 года.
13 апреля 1996 года вошёл в состав 24-й эскадры эсминцев Атлантического флота ВМС США (военно-морская база Мэйпорт, штат Флорида).

## Боевая служба

### В составе6-го флота
С 5 по 11 января 2018 года корабль находился в Чёрном море для поддержания безопасности и региональной стабильности.
12 августа корабль снова вошёл в Чёрное море. Целью корабля, по данным пресс-службы 6-го флота ВМС США, было «проведение операций по обеспечению безопасности на море, а также укрепление совместимости флотов союзников и партнёров в регионе». Некоторые российские источники выразили озабоченность по этому поводу.
Согласно положениям Конвенции Монтрё о статусе проливов, подписанной ещё в 1936 году, военные корабли нечерноморских государств в мирное время могут находиться в Чёрном море не более 21 дня.
30 июня 2019 года эсминец в пятый раз посетил воды Чёрного моря для участия в военных учениях НАТО под кодовым названием «Си Бриз» (Sea Breeze). В боевом ордере присутствовали вымпелы 32 военных кораблей из 19 стран альянса.
18 октября 2023 года, пройдя Суэцким каналом, вошёл в Красное море, «чтобы помочь обеспечить морскую безопасность и стабильность в региональных водах». 
19 октября 2023 перехватил четыре крылатые ракеты и 15 БПЛА, запущенных с территории Йемена, как сообщает пресса США, в сторону Израиля.
3 декабря эсминец и коммерческое судно Unity Explorer были атакованы  в Красном море с помощью беспилотников и ракет, выпущенных из Йемена.